# Port lotniczy Pico
Port lotniczy Pico (IATA: PIX, ICAO: LPPI) – port lotniczy położony 8 kilometrów od miejscowości Madalena, na wyspie Pico, na Azorach.

## Linie lotnicze i połączenia
| Linia Lotnicza  | Kierunek                     |
| --------------- | ---------------------------- |
| Azores Airlines | 1. Lizbona                   |
| SATA Air Açores | 1. Ponta Delgada 2. Terceira |